# Ашланка
Ашла́нка (рос. Ашланка, марій. Куэрсола) — присілок у складі Волзького району Марій Ел, Росія. Входить до складу Великопаратського сільського поселення.

## Населення
Населення — 135 осіб (2010; 101 у 2002).
Національний склад (станом на 2002 рік):
- марі — 93 %